# Fahad Al-Mehallel
Fahad Al-Mehallel (ur. 11 listopada 1970) – saudyjski piłkarz grający na pozycji napastnika. Uczestnik finałów MŚ 1994 i 1998.

## Kariera
Al-Mehallel przez 9 lat bronił barw Asz-Szabab Rijad. W 1999 roku odszedł do Al-Nasr. W klubie z Rijadu występował do końca kariery w 2002 roku.
W reprezentacji Arabii Saudyjskiej grał przez 8 lat - od debiutu w 1991 roku do 1999. Przez ten czas był w kadrze na m.in. dwa mundiale, trzy Puchary Konfederacji (1992, 1995 i 1997) i dwa Puchary Azji (1992 i 1996).

## Sukcesy
Drużynowo

Reprezentacja:
- Puchar Azji 1996 – zwycięstwo
- Puchar Azji 1992 – 2. miejsce
- Puchar Narodów Arabskich 1992 - 2. miejsce
- Puchar Narodów Arabskich 1998 - zwycięstwo
- Puchar Narodów Zatoki Perskiej 1994 - zwycięstwo
- Puchar Narodów Zatoki Perskiej 1998 - 2. miejsce

Klub:
- Mistrz Arabii Saudyjskiej 1990/91, 1991/92, 1992/93
- Puchar Następcy Tronu 1992/93, 1995/96, 1998/99
- Arabska Liga Mistrzów 1992, 1999
- Arabski Superpuchar 1995
- Klubowy Puchar Mistrzów Zatoki 1993, 1994
- Arabski Puchar Zdobywców Pucharów 1994/95, 1997/98, 2000/01

Indywidualnie
- Nagroda Fair play na Klubowych Mistrzostwach Świata 2000